# Hiragasy

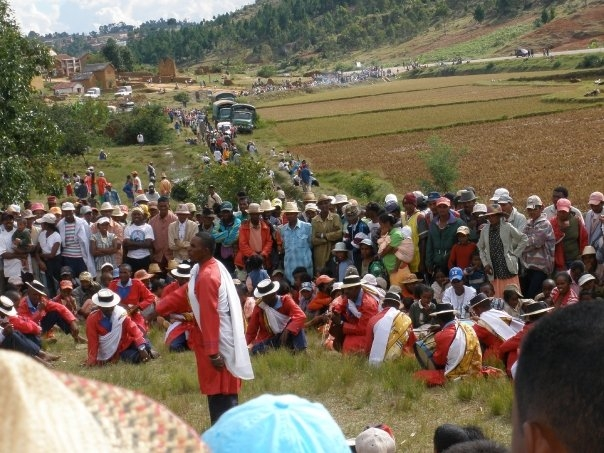
Een optreden van hiragasy vlak bij Ampefy

Hiragasy of hira gasy is een muzikale traditie in Madagaskar. Hiragasy-muzikanten waren van oorsprong rondtrekkende Merina-muzikanten die verspreid over het eiland voorstellingen gaven. Deze voorstellingen duren vaak de hele dag en bevatten muziek, dans en vertelkunst. Tegenwoordig is hiragasy nog steeds een populair muziekgenre in Madagaskar. In 2023 werd hiragasy door de UNESCO erkend als Immaterieel Cultureel Erfgoed.

## Geschiedenis
De muziek en dans van de Merina heeft zijn wortels in die van Zuidoost-Azië, het gebied waar de eerste immigranten van Madagaskar oorspronkelijk vandaan kwamen. Dit is bijvoorbeeld nog steeds te zien aan de handbewegingen van de danseressen en de abrupte bewegingen van de mannelijke dansers die doen denken aan sommige Aziatische vechtsporten. Ook veel Malagassische muziekinstrumenten hebben hun oorsprong in Zuidoost-Azië, zoals de valiha; een cilindervormige citer.
Aan het einde van de 18e eeuw gebruikte de Merina-koning Andrianampoinimerina (regeringsperiode 1787 tot 1810) muzikanten als herauten om een menigte luisteraars te verzamelen. Tussen de bedrijven van de muzikanten door hield Andrianampoinimerina zijn politieke toespraken in de vorm van kabary: 'de kunst van het spreken'. Op deze manier ontstond door de mengeling van muziek en vertelkunst een nieuw muziekgenre: hiragasy (Malagassisch, hira: lied; gasy is een afkorting van malagasy: 'Malagassisch'). Later werd de inhoud van de voorgedragen teksten bepaald door het koningshuis en bevatten vaak een boodschap voor het volk, meestal gepresteerd in de vorm van kabary (ook wel kabarindihy genoemd).
In het begin van de 19e eeuw werden de hiragasy-muzikanten steeds onafhankelijker en trokken in grote gezelschappen door het Centraal Hoogland, later ook door de rest van het eiland. In hun kabary becommentarieerden de muzikanten politieke kwesties. Het publiek speelde ook een rol in de voorstelling, zij reageerden op de muziek en de kabary met applaus, juichkreten of uitten luid hun misnoegen. Op deze manier werd een belangrijke bijdrage geleverd aan de verspreiding van de Merinacultuur onder andere inheemse volkeren. 
De Europese kolonisten introduceerden het westerse theater in Madagaskar, wat de stijl van de hiragasy verder beïnvloedde. Toen in 1897 Madagaskar een Franse kolonie werd waren de hiragasy-muzikanten vrijgesteld van dwangarbeid. Zij moesten in ruil daarvoor decreten en mededelingen van de Franse regering verwerken in hun voorstellingen in de hooglanden. Om het volk aan te zetten tot opstand werd in het repertoire van veel hiragasy-troepen verborgen boodschappen verwerkt. Hiervoor gebruikten zij een eigen dialect en symboliek die voor de Fransen onbegrijpelijk was.

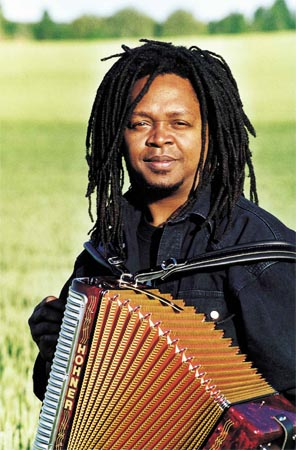
De voormalige hiragasy-muzikant Rossy

Nadat Madagaskar een onafhankelijke republiek werd in 1960, werd hiragasy door de Malagassiërs bezien als een nationaal erfgoed, waardoor de populariteit steeg. Hiragasy-voorstellingen worden nog steeds voornamelijk in de hooglanden gegeven, maar zijn ook populair in de kuststreken, zelfs in het uiterste zuiden. De meeste hiragasy-gezelschappen kiezen er tegenwoordig voor om politiek neutraal te blijven, maar sommige hiragasy-gezelschappen worden nog steeds door politici gehuurd om publiek te trekken voor hun campagnes. De voormalige hiragasy-muzikant Rossy schreef in 1995 zijn hit Lera, waarin hij kritiek leverde op het bewind van Albert Zafy, de toenmalige president. Dit nummer werd door meerdere hiragasy-muzikanten opgepikt, waardoor Zafy steeds impopulairder werd in Madagaskar. Tijdens het bewind van Didier Ratsiraka, Zafy's opvolger, schreef Rossy's voormalige hiragasy-gezelschap Ramilison Fenoarivo teksten die Ratsiraka's bewind ondersteunden.

## De voorstelling

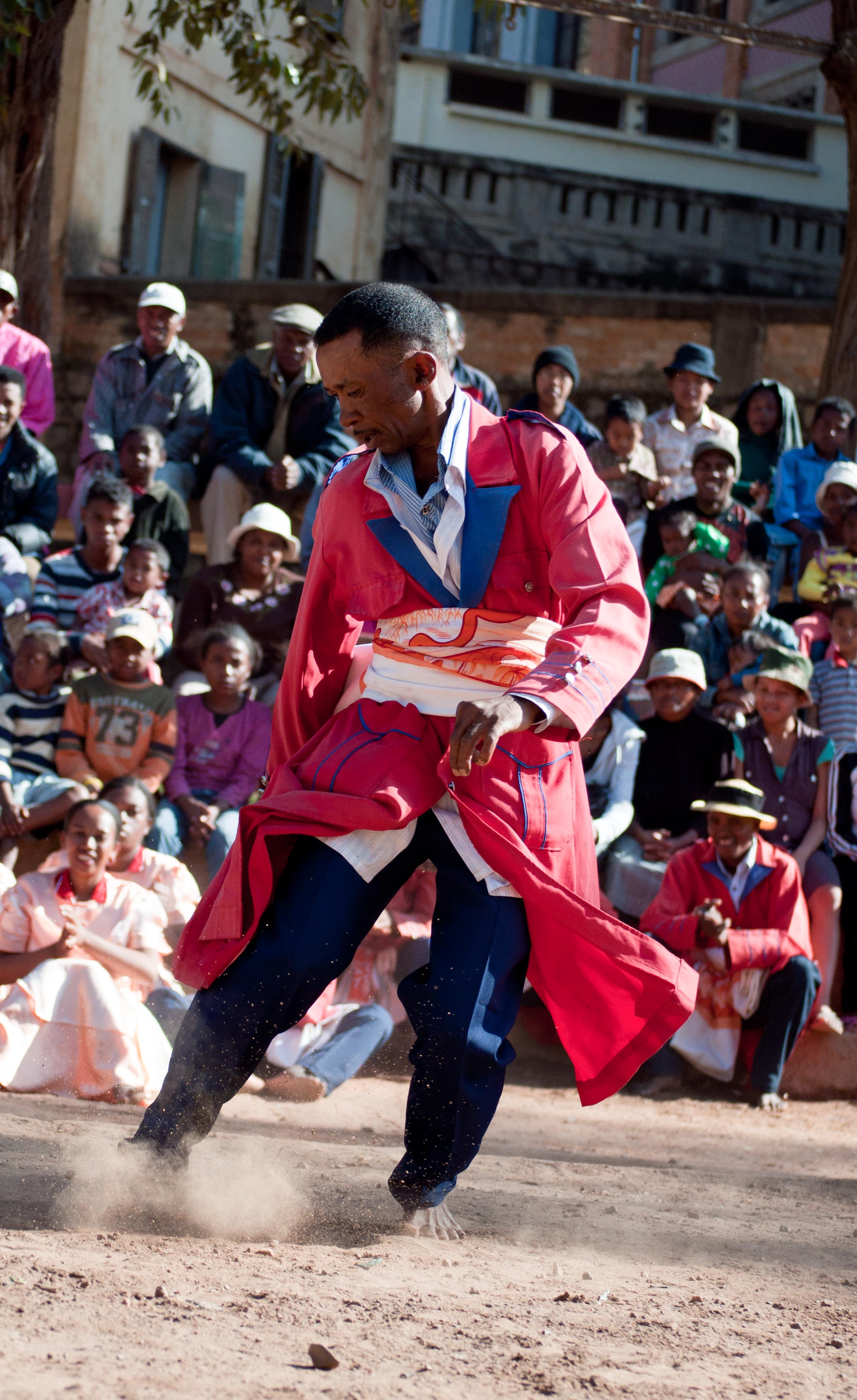
Een hiragasy-danser, getooid in een 19e-eeuws Frans uniform

De beroemde artieste Raholiarisoa in een hiragasy-voorstelling in Antananarivo

Een hiragasy-voorstelling is sterk aan richtlijnen verbonden, zodat de meer dan tachtig verschillende hiragasy-gezelschappen in Madagaskar veel onderlinge overeenkomsten hebben. Een hiragasy-muziekgezelschap heeft een groepsleider aan het hoofd, meestal de oudste speler. Hij is verantwoordelijk voor de presentatie van de hainteny, de korte gedichten. In totaal bestaat een gezelschap gewoonlijk uit minstens dertig personen, meestal familieleden van elkaar of leden van dezelfde gemeenschap. De vrouwen gaan gekleed in 19e-eeuwse avondkleding, de mannen dragen strooien hoeden en kostuums die zijn geïnspireerd door militaire uniformen uit de periode van de Franse kolonisatie. Alle leden van het gezelschap dragen traditionele lamba's. De naam van een gezelschap bestaat uit de achternaam van de stichter van de groep en de plaats waar hij vandaan komt. Ook de keuze van de instrumenten zijn aan regels gebonden. Door de invloed die de Fransen aan het Merina-hof uitoefenden gebruiken hiragasy-muzikanten tegenwoordig veel westerse instrumenten, zoals violen, trompetten en drums. Instrumenten als de accordeon, klarinet of Malagassische instrumenten als de kabosy (een rechthoekig snaarinstrument) en de sodina (de traditionele fluit) worden veel minder gebruikt.
Een voorstelling wordt door een enkele gezelschap gehouden of bestaat uit een wedstrijd tussen twee of meer gezelschappen, die soms van vroeg in de ochtend tot zonsondergang duren. Bij een wedstrijd verschijnt tijdens elke ronde elke groep om de beurt op het toneel en doet zijn best om de eerste ronde (de Vakisehatra) te winnen. Hierna volgt de tweede ronde (de Adi-Kiha) en de slotronde (de Vakodrazana). Elke ronde bestaat weer uit vijf onderdelen:
1. De Sasitehaka; deze duurt ongeveer tien minuten. De mannelijke leden zoeken tijdens dit onderdeel een zitplek in het midden van de toeschouwers of op het podium onder begeleiding van militair tromgeroffel. Ondertussen leggen de vrouwen buiten het publiek de laatste hand aan hun garderobe en make-up.
2. De Mpikabary (Kabary maken); de groepsleider of een andere mannelijke artiest neemt zijn hoed af en kondigt het begin van de voorstelling aan. Hij nodigt de vrouwelijke leden in de groep op het podium. Vervolgens volgt een klein muzikaal intermezzo, gevolgd door de introductie van het thema van de voorstelling, de Indray miditra. Dit doet de spreker door middel van kabary gecombineerd met ohabolana (spreuken) en duurt gemiddeld vijf minuten.
3. De Renihira (Zingende moeders); de zangers vormen een kring met de gezichten naar buiten en zingen de Renihira onder begeleiding van de muzikanten buiten de kring. Tijdens dit lied, dat vaak meer dan een uur duurt, zetten de zangers kracht bij de diepere boodschap van het lied door handgebaren en overdreven gezichtsuitdrukkingen.
4. De Dihy (dans); de zangers gaan nu zitten en er wordt een lied aangekondigd in de vorm van een hainteny. Een of meer dansers voeren vervolgens een dans uit van ongeveer 15 minuten, begeleid door de muzikanten die achter hen zitten. Er zijn twee soorten dansen. De eigenlijke Dihy is een traditionele dans, uitgevoerd door twee dansers en is vaak acrobatisch. De andere dans heet Tsikandihy of Dihy Irery en wordt meestal door een mannelijke danser uitgevoerd, soms begeleid door een danseres. Aan het einde van de dans volgt een korte kabary die het thema van de dans verder uitlegt en het volgende onderdeel aankondigt.
5. De Zanakira is het laatste onderdeel dat ongeveer 20 minuten duurt en bestaat uit gezongen liederen, begeleid door fluiten, trommels en andere instrumenten.